# Goniobranchus reticulatus
Goniobranchus reticulatus is een slakkensoort uit de familie van de Chromodorididae. De wetenschappelijke naam van de soort is voor het eerst geldig gepubliceerd in 1832 door Quoy & Gaimard.

## Synoniemen
De soort is bekend onder de volgende synoniemen:
- Chromodoris reticulata (Quoy & Gaimard, 1832)
- Doris reticulata Quoy & Gaimard, 1832 (Basioniem)
- Risbecia reticulata (Quoy & Gaimard, 1832)